# بسلان مودرانوف
بسلان مودرانوف (روسی: Беслан Заудинович؛ زادهٔ ۷ ژوئیهٔ ۱۹۸۶) یک جودوکار و سامبوکار اهل روسیه است. او در مسابقات اروپایی جودو در سال ۲۰۱۲ برای نخستین بار به مقام قهرمانی رسید. هم‌چنین در المپیک تابستانی ۲۰۱۶ مدال طلای وزن ۶۰- کیلوگرم را به دست آورد.

## زندگی شخصی
بسلان مودرانوف در شهر باکسان، کاباردینو-بالکاریا در یک خانواده قشر متوسط متولد شد. او از ۱۳ سالگی با راهنمایی برادر کوچکترش، پا به عرصه هنرهای رزمی نهاد. همچنین، برادر کوچکتر او ورزشکار و مربی سامبو است.

## دستاوردهای ورزشی
- کسب عنوان استاد ورزشی سامبو در کلاس‌های بین‌المللی (۲۰۰۴)
- مدال برنز مسابقات جودو گرنداسلم (۲۰۰۹) مسکو
- مقام پنجمی مسابقات قهرمانی اروپا (۲۰۱۰)
- مقام پنجمی مسابقات قهرمانی جهان (۲۰۱۰)
- مدال نقره مسابقات جهانی سامبو (۲۰۰۷) پراگ
- مدال طلای مسابقات قهرمانی اروپا (۲۰۱۲)
- مدال طلای وزن ۶۰- کیلوگرم المپیک تابستانی ۲۰۱۶